# 5772 (année hébraïque)
5772 (hébreu : ה'תשע"ב , abbr. : תשע"ב) est une année hébraïque qui a commencé à la veille au soir du 29 septembre 2011 et s'est finie le 16 septembre 2012. Cette année a compté 354 jours. Ce fut une année simple dans le cycle métonique, avec un seul mois de Adar. Ce fut la quatrième année depuis la dernière année de chemitta.
En l'an 5772, l'État d'Israël a fêté ses 64 ans d'indépendance.

## Calendrier
Ce calendrier hébraïque de l'année 5772 donne les correspondances avec les dates du calendrier grégorien.
Le premier nombre dans chaque case correspond au jour du mois hébraïque. Les jours en couleurs sont des jours remarquables juifs ou israéliens.
| ◄◄ | 5772 | ►► |

## Événements
- Mort de Mouammar Kadhafi
- Séisme de 2011 dans la province de Van
- Fusillades de 2012 en Midi-Pyrénées

## Décès
- Mouammar Kadhafi
- David Messas
- Yitzhak Shamir

5767 - 5768 - 5769 - 5770 - 5771 - 5772 - 5773 - 5774 - 5775 - 5776 - 5777